# Manjala
Genre
Manjala est un genre d'araignées aranéomorphes de la famille des Desidae.

## Distribution
Les espèces de ce genre sont endémiques du Queensland en Australie.

## Liste des espèces
Selon World Spider Catalog (version 18.5, 18/11/2017) :
- Manjala pallida Davies, 1990
- Manjala plana Davies, 1990
- Manjala spinosa Davies, 1990

## Publication originale
- Davies, 1990 : Two new spider genera (Araneae: Amaurobiidae) from rainforests of Australia. Acta Zoologica Fennica, vol. 190, p. 95-102.